# Onitis caffer
Onitis caffer là một loài bọ cánh cứng trong họ Bọ hung (Scarabaeidae).